# Franco126
Franco126, pseudonimo di Federico Bertollini (Roma, 4 luglio 1992), è un cantautore e rapper italiano.

## Biografia
Nasce e cresce a Roma, nel rione Trastevere, circondato dai suoi amici, Ketama126, Drone126, Pretty Solero, Asp126 e Gordo, i quali nel 2006 fondano il gruppo 126 (dal quale prende anche il suffisso), il cui nome indica il numero dei gradini della famosa "Scalea del Tamburino", situata tra Trastevere e Monteverde, dove i membri erano e sono soliti ritrovarsi. In seguito entrano a far parte del collettivo anche Ugo Borghetti e il produttore Nino Brown. Il collettivo entrerà a far parte in seguito della Lovegang, movimento concepito da Pretty Solero aperto a tutti.
Nel 2015 ha collaborato in un album con Asp126 previsto sotto l'etichetta Smuggler's Bazaar e intitolato Asso di guasconi, mai pubblicato; le tracce rimangono caricate su YouTube sul canale Guasconi Channel.
L'esordio musicale avviene nel 2016 con la pubblicazione del mixtape Buchi neri, in collaborazione con il rapper e produttore Il Tre (nome d'arte di Florian Sergola) e distribuito gratuitamente. Terminato il liceo, Franco si iscrive al corso di laurea in informatica e successivamente a quello di matematica, senza tuttavia ultimare gli studi.
Nel 2017 il rapper ha intrapreso una collaborazione musicale con Carl Brave, con il quale debutta in etichetta, formando il duo Carl Brave x Franco126. I due pubblicano dapprima i singoli Sempre in due e Pellaria, e in seguito il joint album in studio Polaroid, certificato in seguito disco di platino dalla FIMI per le oltre 50 000 copie vendute. Il duo continua a lavorare musicalmente anche per progetti esterni, tra cui il singolo Barceloneta con Coez e la collaborazione con Noyz Narcos in Borotalco, traccia elogiata dalla critica.
Nel 2018 i due artisti mettono in pausa il duo per concentrarsi sulle proprie carriere come solisti. Nonostante ciò, Franco126 è apparso nel brano La cuenta di Carl Brave, incluso nell'album Notti brave di quest'ultimo. Compare inoltre in Misentomale di Ketama126, in Senza di me di Gemitaiz ed in Università di Gianni Bismark. Nel frattempo, il 10 ottobre 2018 ha pubblicato il singolo Frigobar, seguito il 18 dicembre da Ieri l'altro e il 9 gennaio 2019 da Stanza singola con Tommaso Paradiso. Tali singoli hanno anticipato l'album di debutto del cantante, intitolato Stanza singola e uscito il 25 gennaio 2019.
Il 20 settembre 2019 è uscito il singolo Cos'è l'amore insieme a Ketama126, prodotto da Don Joe e caratterizzato da un ritornello inedito cantato da Franco Califano. Il successivo 10 ottobre è apparso nel singolo Come mai di Fabri Fibra.
Nel 2021 Franco126 ha pubblicato il secondo album Multisala, composto da dieci brani, tra cui i singoli distribuiti tra dicembre 2020 e aprile 2021: Blue Jeans (in collaborazione con Calcutta), Nessun perché e Che senso ha.
Il 14 dicembre 2021 è uscito il singolo Fuoriprogramma, che ha anticipato il suo primo EP Uscire di scena, pubblicato il 21 gennaio 2022.
Il 27 marzo 2025 ha pubblicato il suo terzo album in studio Futuri possibili. da cui è stato estratto il singolo Nottetempo in collaborazione con Giorgio Poi.

## Stile e influenze musicali
Inizialmente, Franco126 si era proposto come artista hip hop, facendo ampio uso dell'Auto-Tune. In Polaroid ha intrapreso uno stile che unisce l'indie pop con la trap, mentre con l'album di debutto Stanza singola l'artista ha abbandonato l'Auto-Tune e la trap per avvicinarsi alla canzone d'autore.
Ha dichiarato di ispirarsi a Franco Califano, Lucio Dalla, Francesco De Gregori, Claudio Baglioni, Eduardo De Crescenzo e Luca Carboni.

## Discografia

### Da solista
- 2019 – Stanza singola
- 2021 – Multisala
- 2025 – Futuri possibili

### Con i Carl Brave x Franco126
- 2017 – Polaroid